# Paul Menard
Statistiques en NASCAR Cup Series
Dernière mise à jour : 30 décembre 2021 
 Paul Menard (né le 21 août 1980 à Eau Claire, Wisconsin) est un pilote américain semi retraité de National Association for Stock Car Auto Racing (NASCAR).
La dernière compétition à laquelle il a participé est le championnat 2021 de la Camping World Truck Series au volant de la voiture Toyota Tundra no 66 de la ThorSport Racing (en). 

## Carrière
Menard a participé au programme complet du championnat de la NASCAR Cup Series entre 2007 et 2019 au sein des écuries Dale Earnhardt Inc., Yates Racing, Richard Petty Motorsports, Richard Childress Racing et Wood Brothers Racing.Il a aussi participé au championnat de la NASCAR Xfinity Series, en programme partiel au sein de la Andy Petree Racing (en) en 2003 et 2004, en programme complet avec la Dale Earnhardt Inc. en 2005 et 2006, ainsi qu'avec la Roush Fenway Racing en 2010. 
Paul Menard a remporte le Brickyard 400 de 2011 sur l'Indianapolis Motor Speedway, sa seule victoire en Cup Series. Il a également remporté 3 courses d'Xfinity Series et une d'ARCA Re/Max Series (actuellement dénommé ARCA Menards Series).
Il est le fils de l'entrepreneur John Menard Jr. (en), fondateur de la chaîne de magasins de bricolage Menards (en).

## Palmarès

### NASCAR Cup Series
Au 30 décembre 2021, il a participé à 471 courses en seize saisons.
- Résultat dernière saison : 19e en 2019
- Meilleur classement en fin de saison : 14e en 2015
- 1re course : Sirius Satellite Radio at the Glen de 2003 (Watkins Glen)
- Dernière course : Ford EcoBoost 400 de 2019 (Homestead)
- Première victoire :  Brickyard 400 de 2011 (Indianapolis)
- Dernière victoire : Idem
- Victoire(s) : 1
- Top5 : 20
- Top10 : 69
- Pole position : 2

### NASCAR Xfinity Series
Au 30 décembre 2021, il a participé à 220 courses sur seize saisons :
- Résultat dernière saison : 84e en 2019
- Meilleur classement en fin de saison : 5e en 2010
- Première course : Trace Adkins Chrome 300 de 2003 (à Nashville)
- Dernière course : ROXOR 200 de 2019 (à Loudon)
- Première victoire : AT&T 250 de 2006 (à Milwaukee)
- Dernière victoire : Road America 180 de 2015 (sur le Road America)
- Victoire(s) : 3
- Top5 : 43
- Top10 : 102
- Pole position : 6

### NASCAR Truck Series
Au 30 décembre 2021, il a participé à huit courses sur deux saisons :
- Résultat dernière saison : 45e en 2021
- Meilleur classement en fin de saison : 42e en 2003
- Première course : 2003 GNC 200 (Milwaukee)
- Dernière course :

2021 United Rentals 176 (Watkins Glen)
- Première victoire : -
- Dernière victoire : -
- Victoire(s) : 0
- Top5 : 0
- Top10 : 2
- Pole position : 0

### ARCA Re/Max Series
Au 30 décembre 2021, il a participé à sept courses sur quatre saisons :
- Résultat dernière saison : 105e en 2009
- Meilleur classement en fin de saison : 43e en 2003
- Victoire(s) : 1
- Top5 : 3
- Top10 : 3
- Pole position : 1

## Identité visuelle

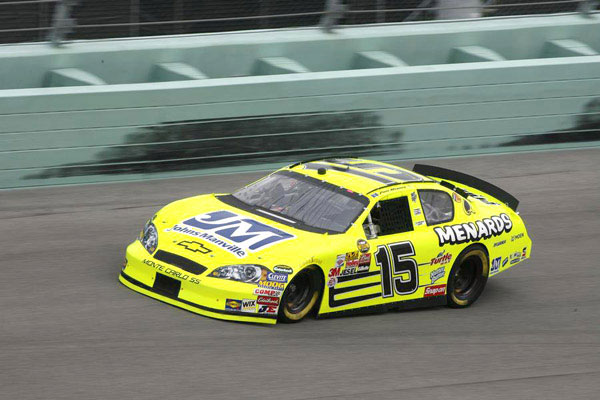
Paul Menard en 2006 sur le Homestead-Miami Speedway.
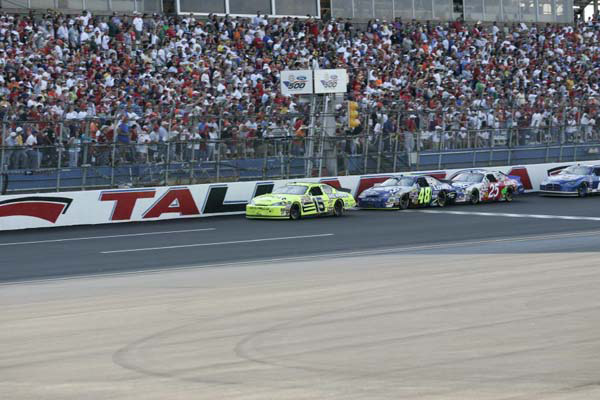
Menard en tête sur le Talladega Superspeedway en 2006.
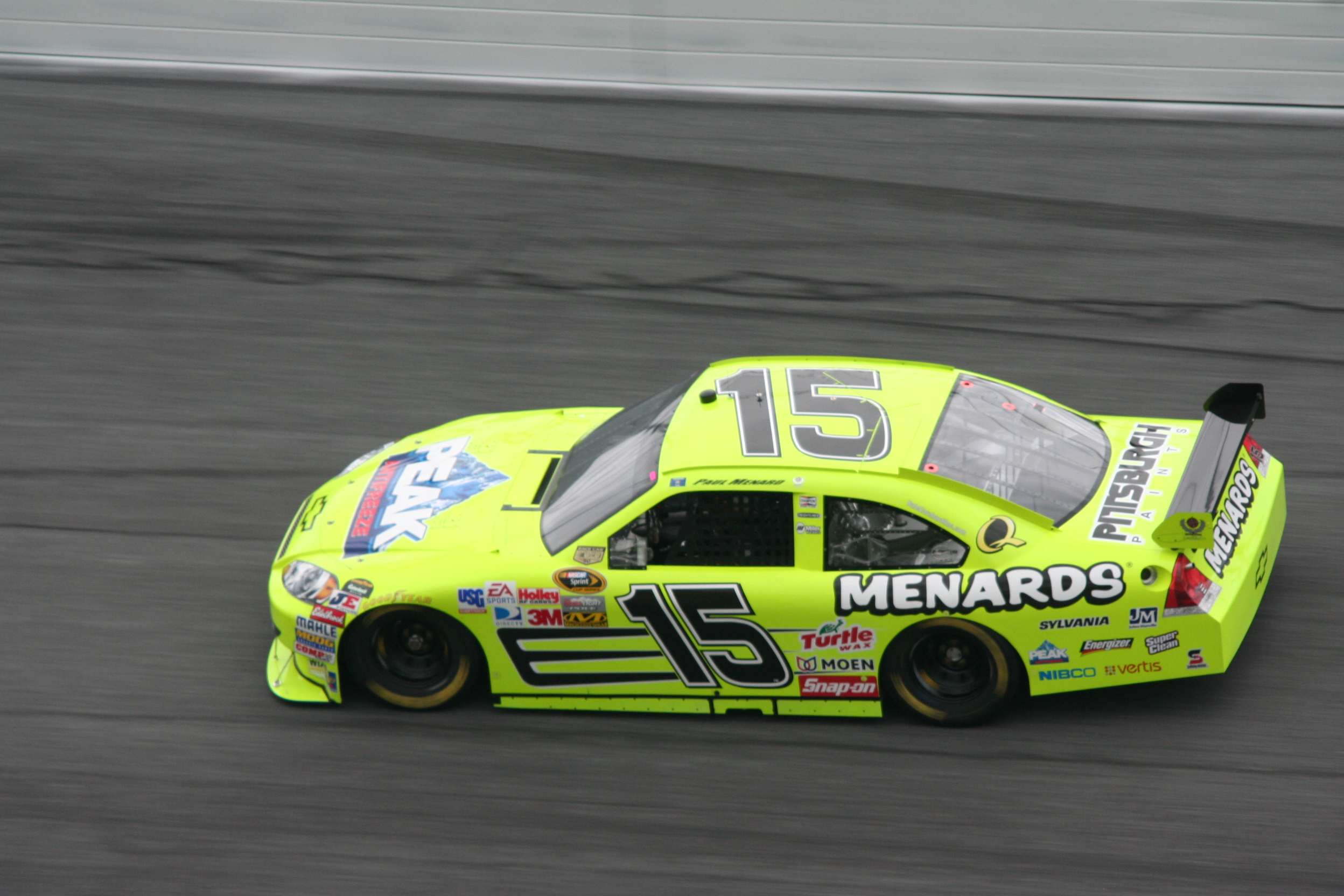
Sa voiture de 2088 en NASCAR Cup Series.
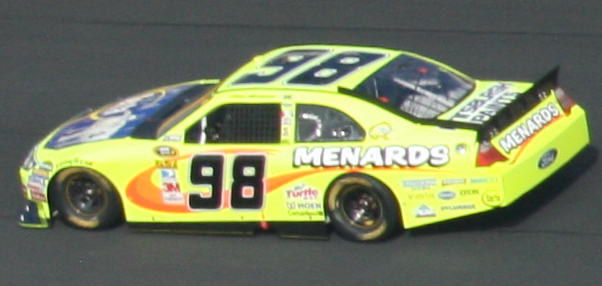
En NASCAR Cup Series 2010 sur le Charlotte Motor Speedway.
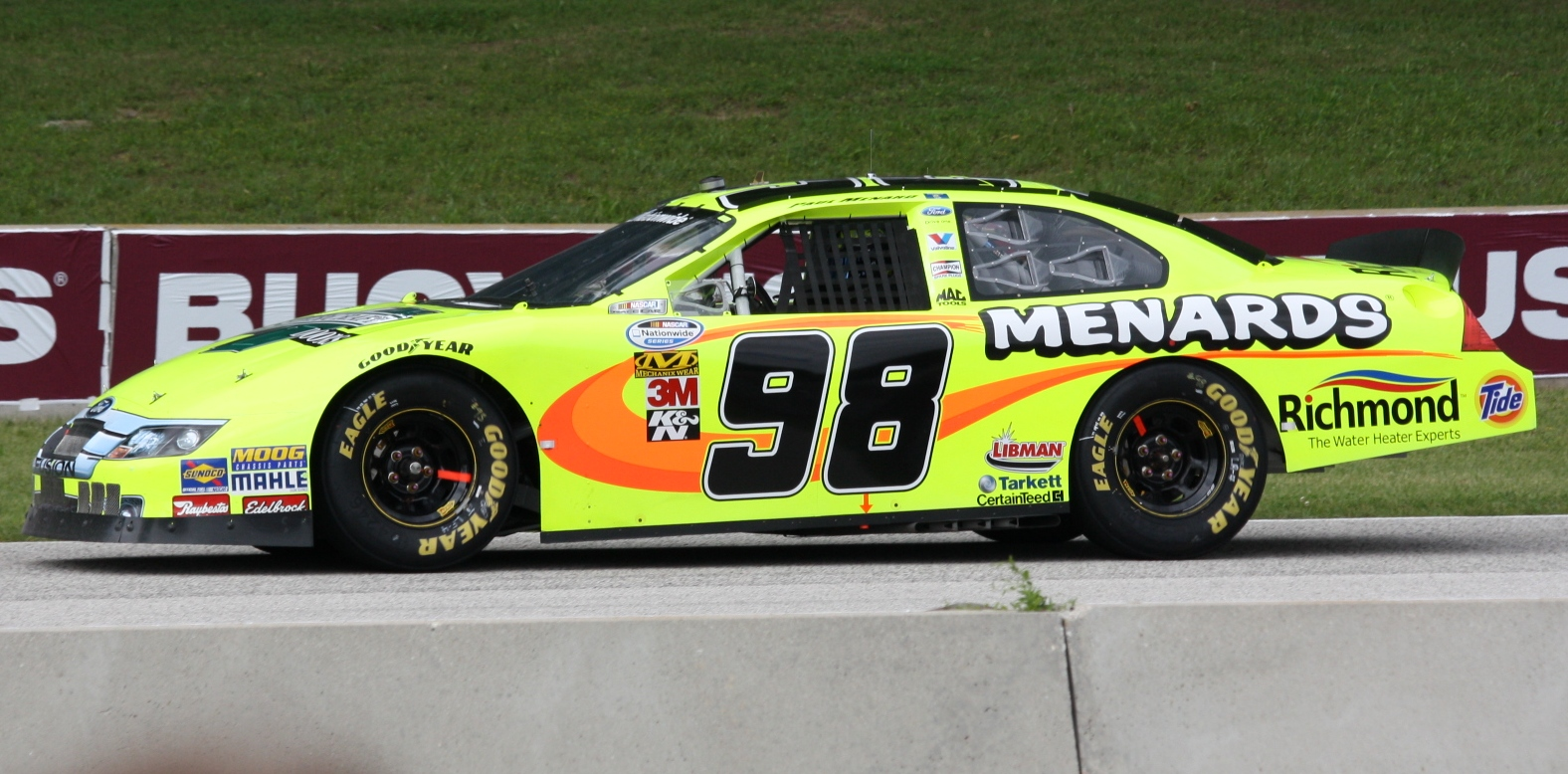
En Xfinity Series 2010 sur le Road America.
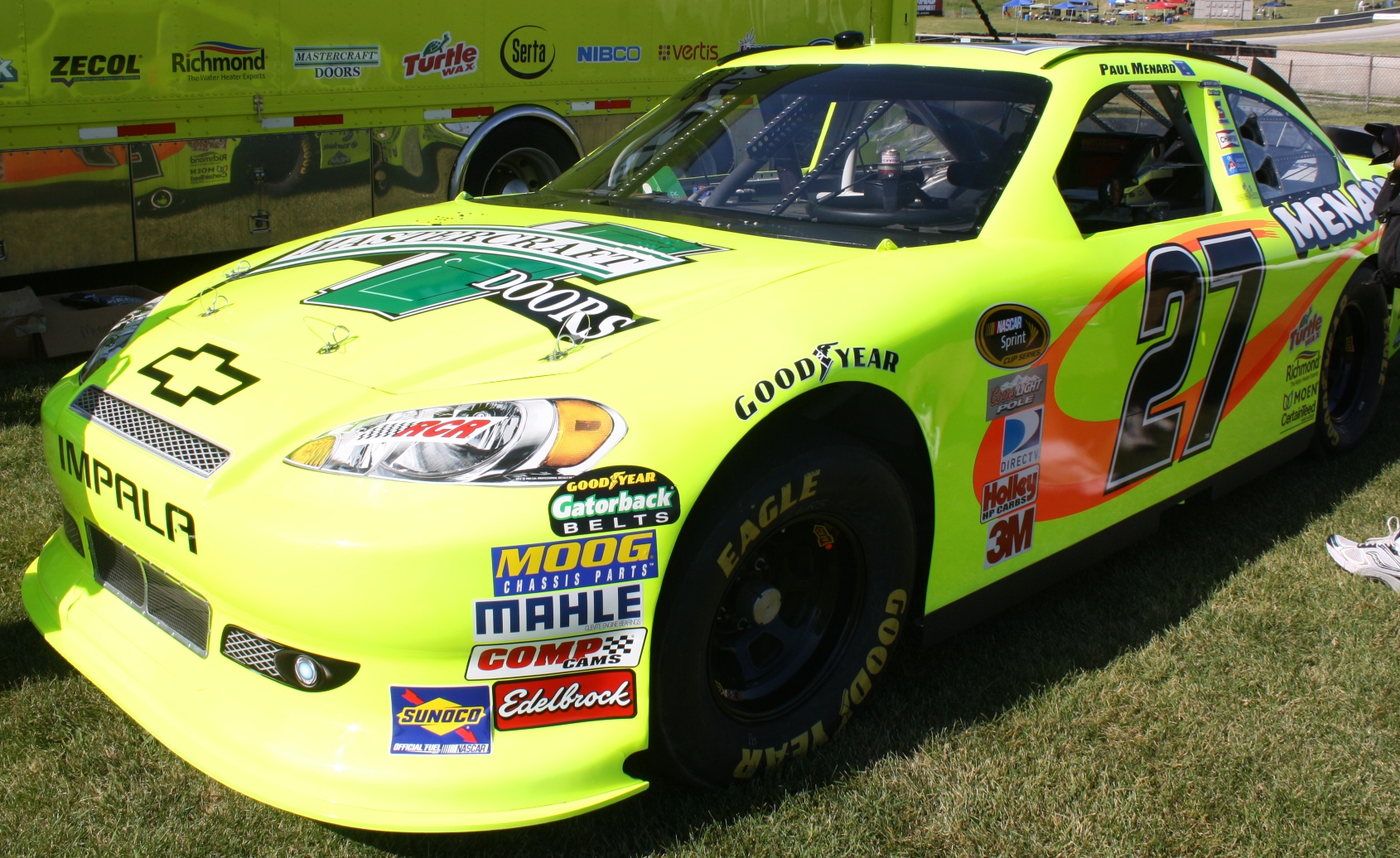
La Cup Series 2012.
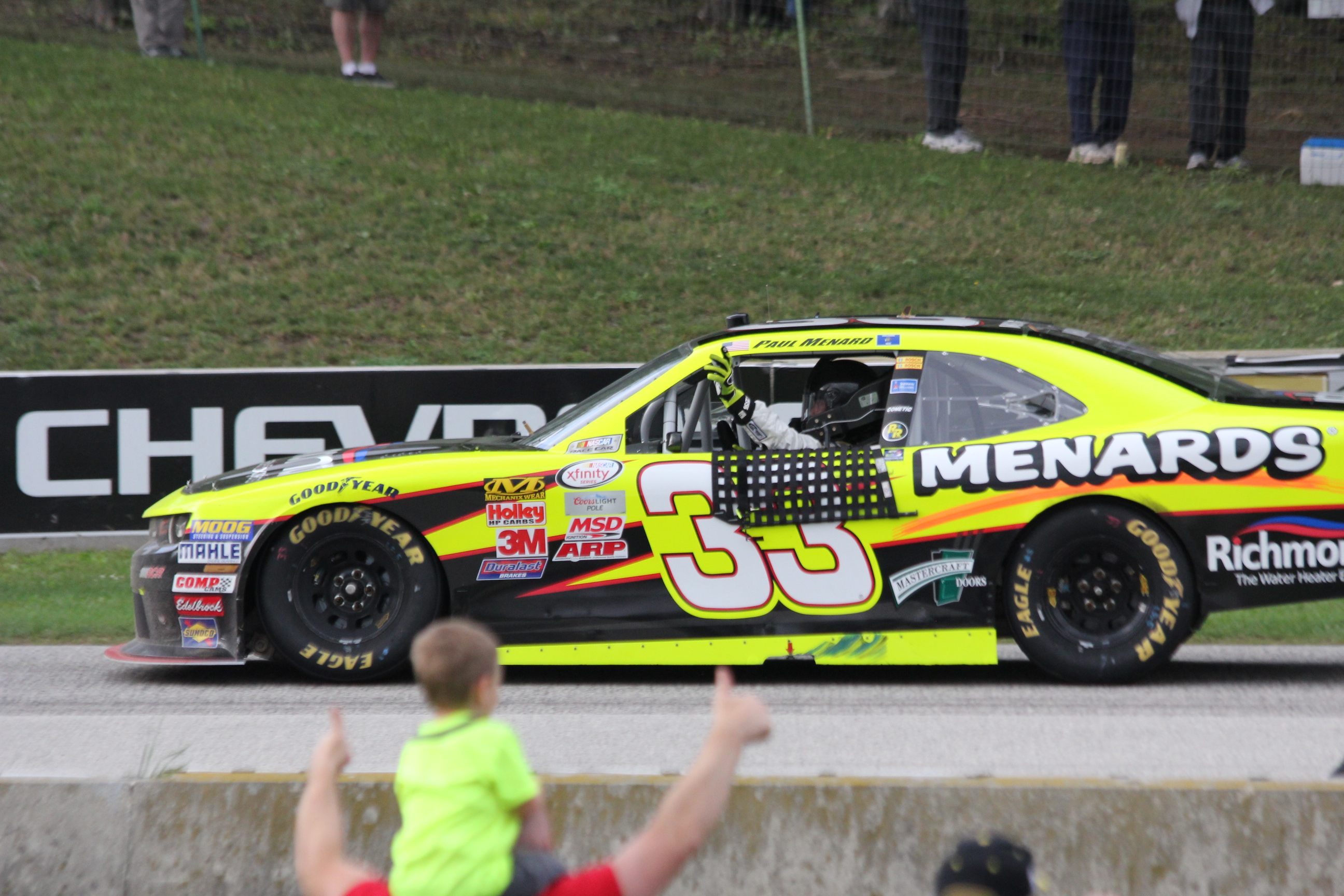
Menard lors de sa 3e victoire en Xfinity Series au Road America.
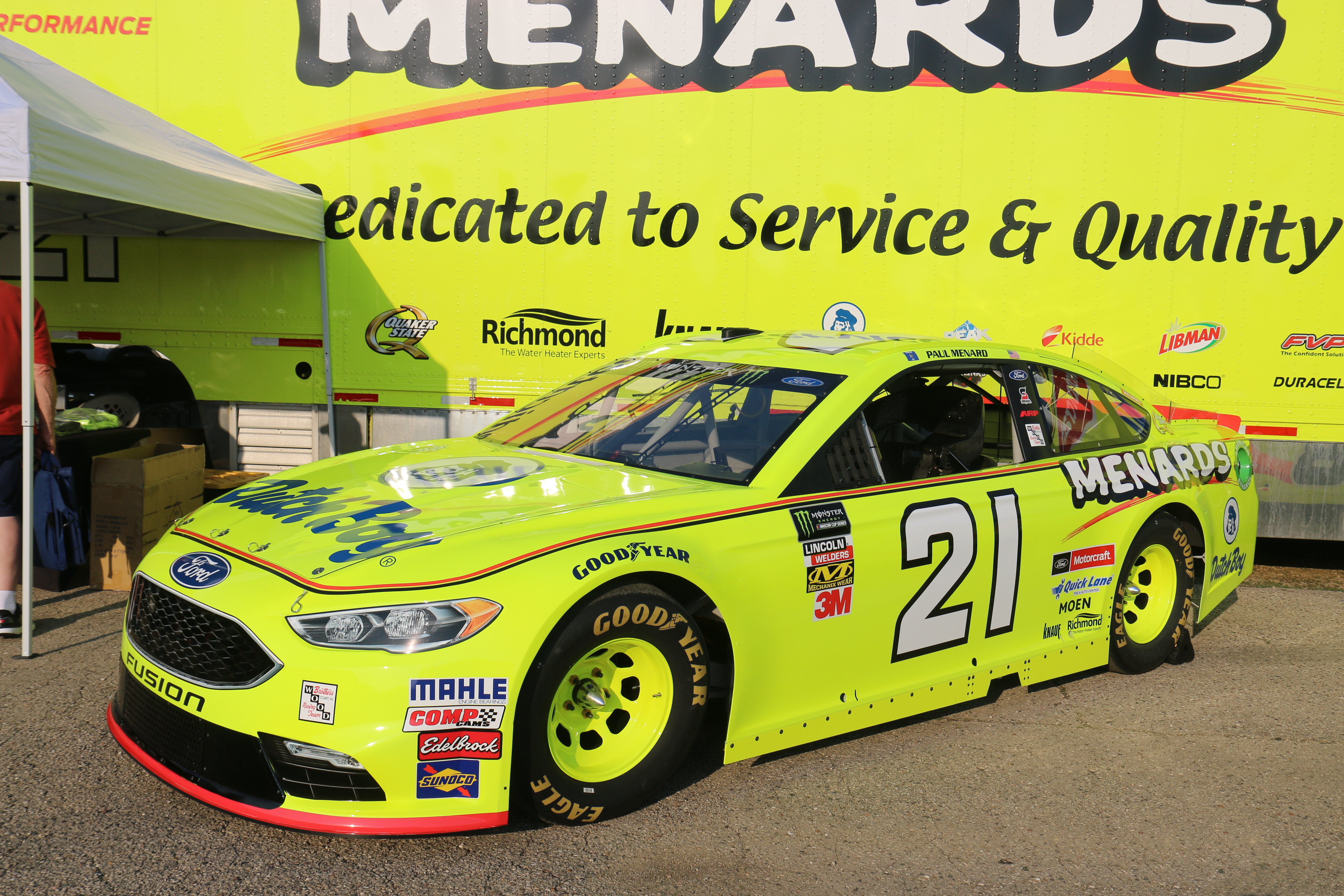
La voiture no 21 de Menard en 2018.